# Caméléon (Shy'm)
Caméléon è il quarto album discografico in studio della cantante francese Shy'm, pubblicato nel 2012.

## Tracce
1. Et alors ! – 3:05
2. Et si – 3:36
3. On se fout de nous – 3:30
4. #ShimiSoldiers – 3:37
5. Contrôle – 3:30
6. Caméléon – 3:23
7. Comme un oiseau – 4:37
8. En plein cœur – 3:30
9. Black Marilyn – 2:58
10. Elle – 4:08
11. Sur la route (feat. K.Maro) – 3:18

## Classifiche
- Syndicat national de l'édition phonographique - #1[1]